# Ейбрахам Симпсън
Ейбрахам Дж. Симпсън (на английски: Abraham Simpson), още познат като Дядо Симпсън е измислен персонаж, представен в анимационния сериал Семейство Симпсън и се озвучава от Дан Кастеланета. Той е бащата на Хоумър Симпсън и е дядото на Барт, Лиса, и Маги Симпсън. В българския дублаж първоначално се озвучава от Тодор Николов, а по-късно от Здравко Димитров. В „Семейство Симпсън: Филмът“ се озвучава от Георги Спасов.